# Cascadas Düden
Las cascadas Düden en turco: Düden Şelalesi) son un grupo de cascadas localizadas en la provincia de Antalya, en la parte asiática de Turquía. La cascada, formada por el río Düden (uno de los principales ríos en el sur de Anatolia), se encuentra a 12 km al noreste de la ciudad de Antalya, la cual  termina, donde las aguas cristalinas de la parte baja de las cascada de Düden pasan por un acantilado sidoso directamente en el mar Mediterráneo, en un espectáculo considerado por muchos, deslumbrante.

## Galería de imágenes

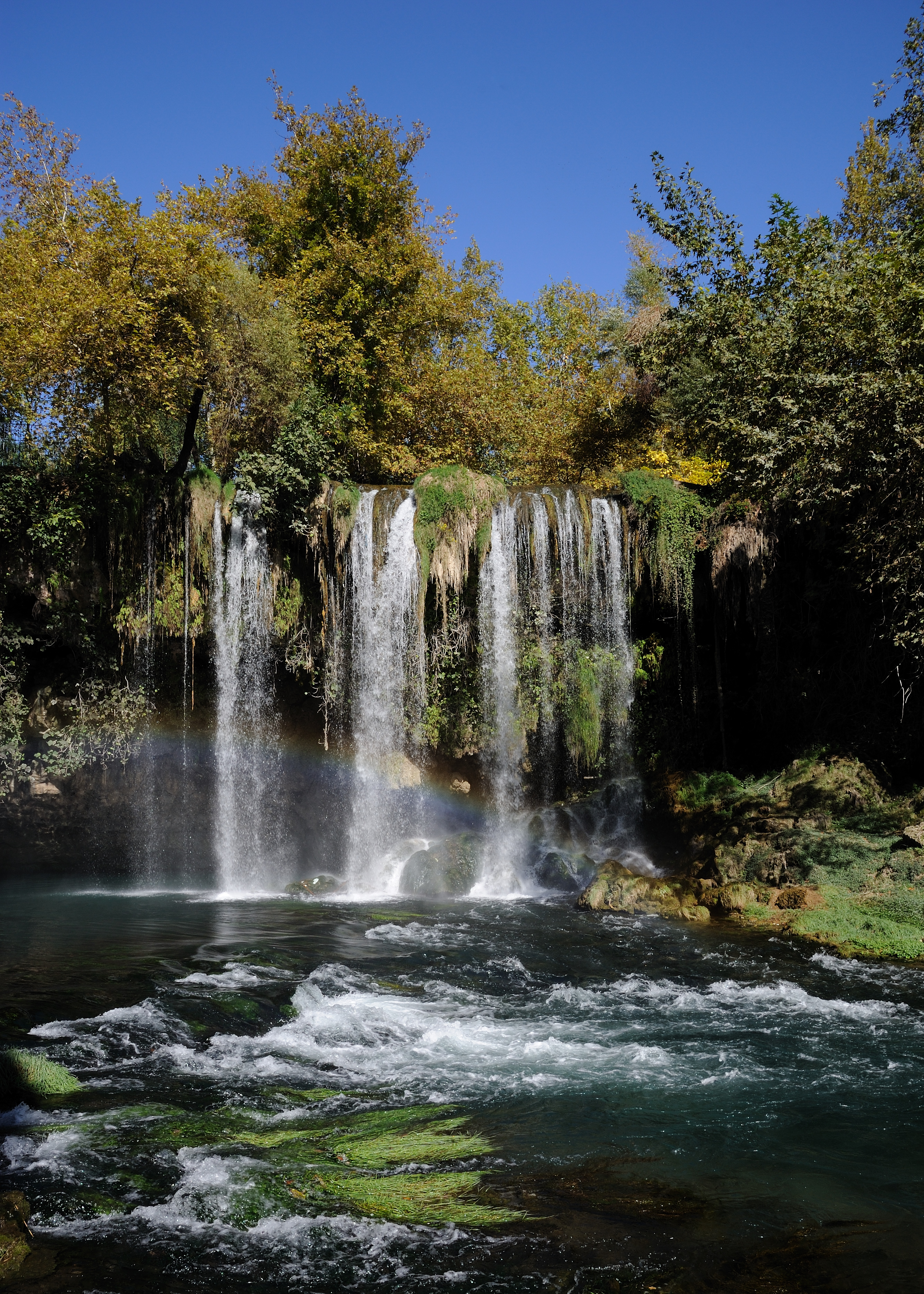
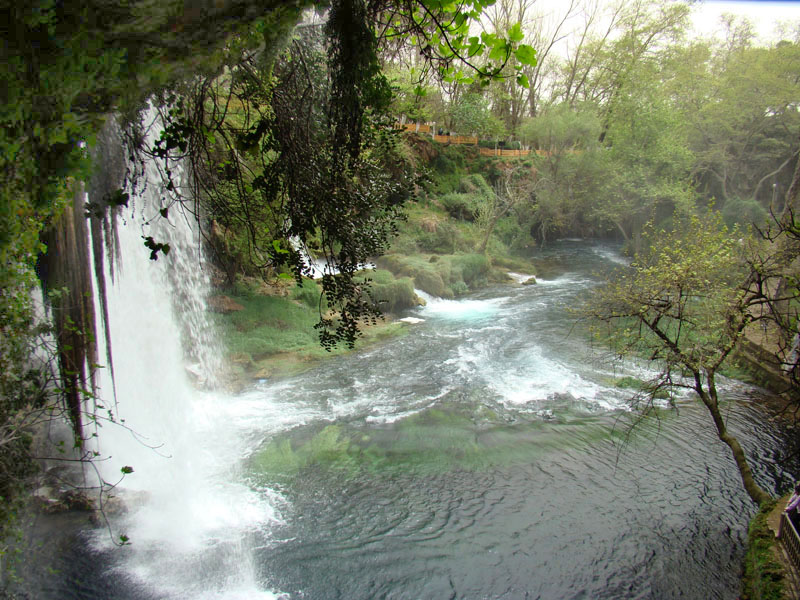
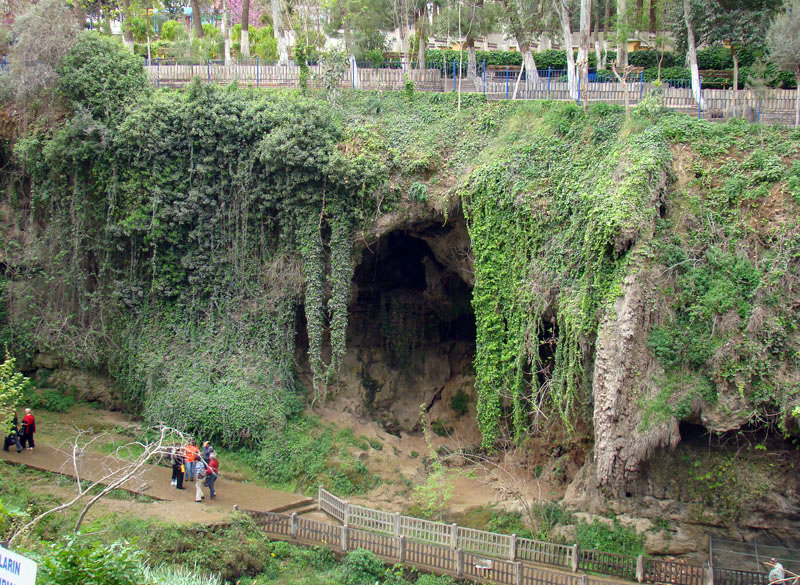
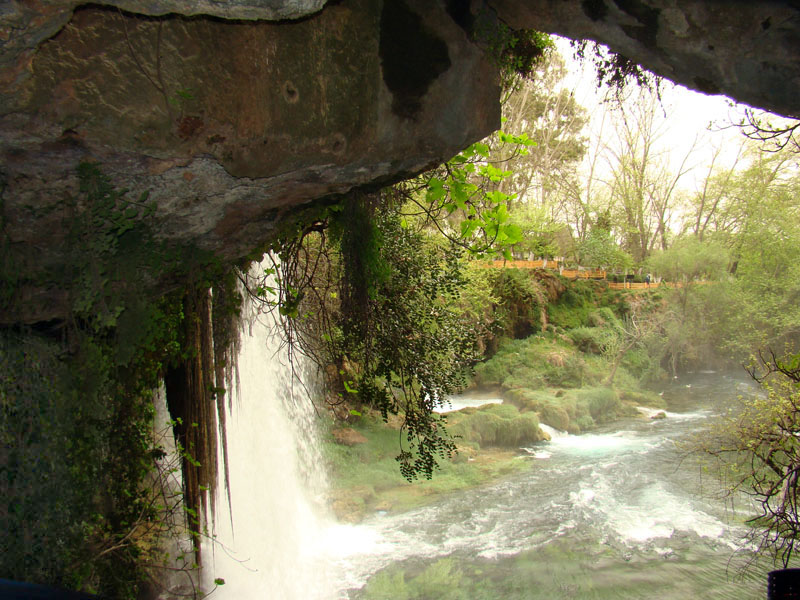

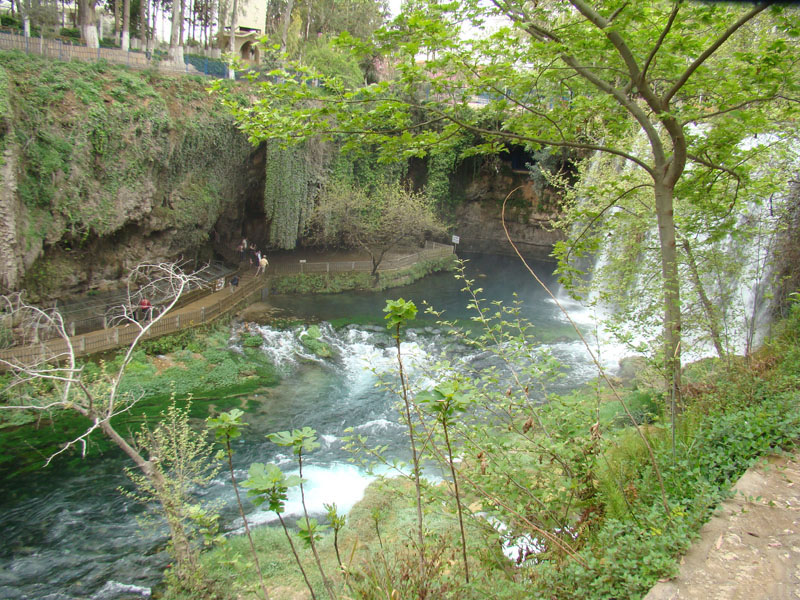
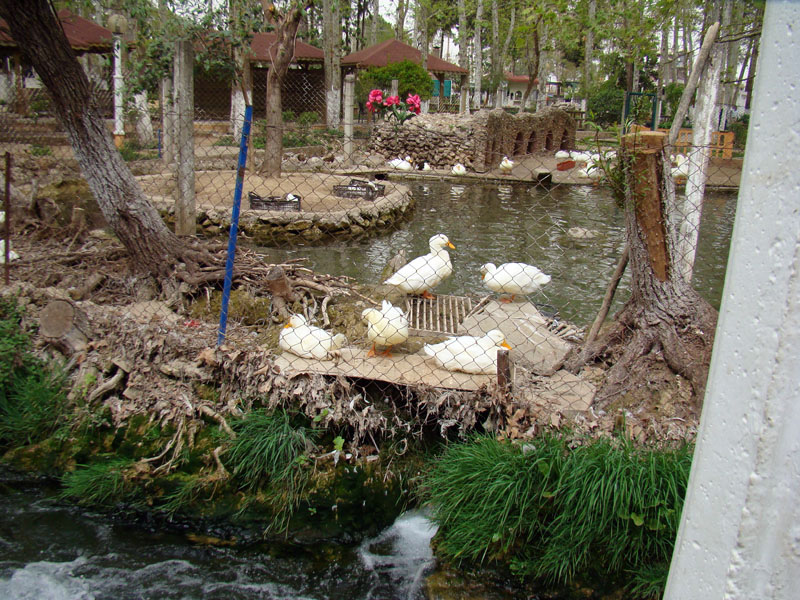
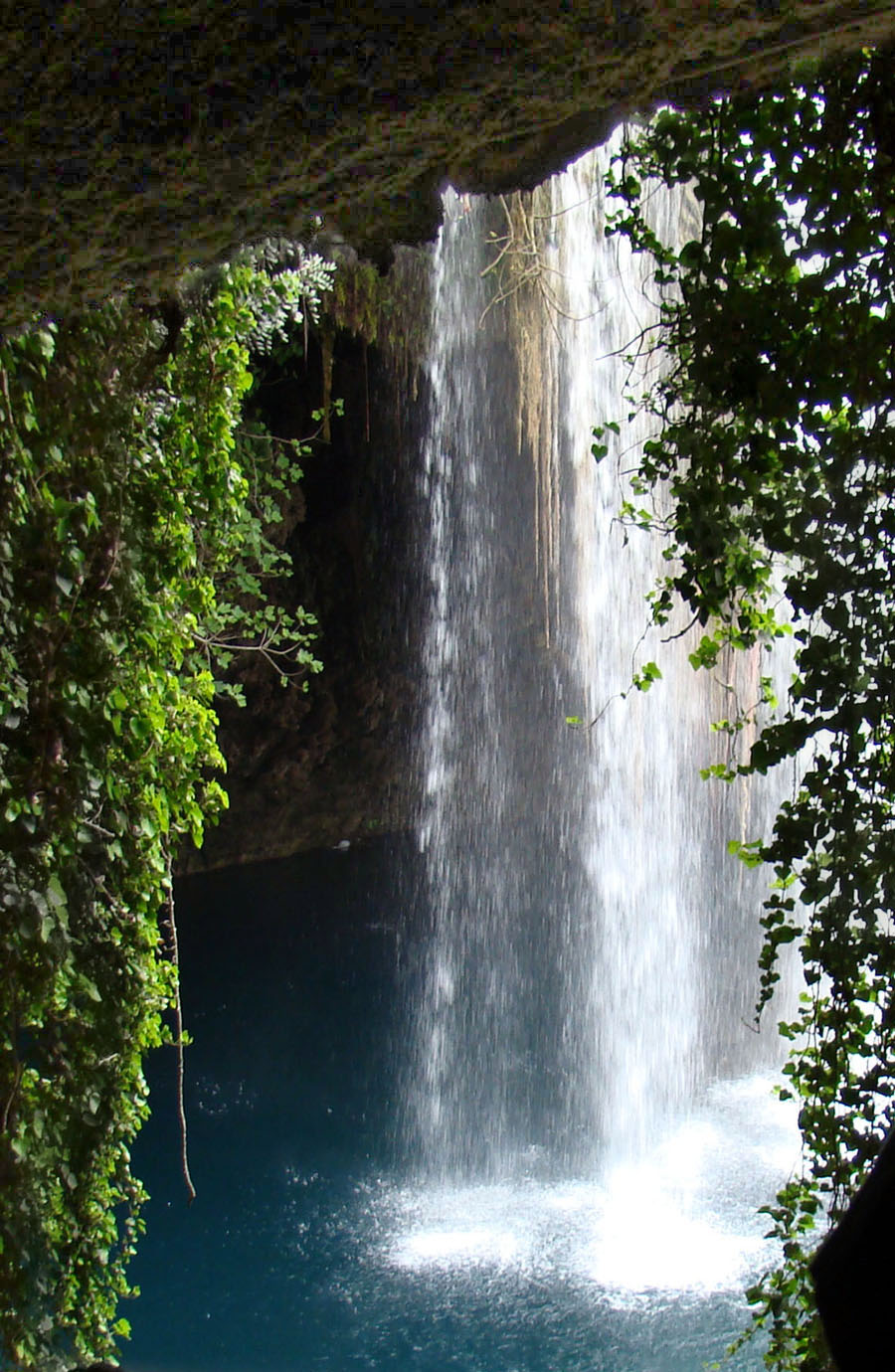
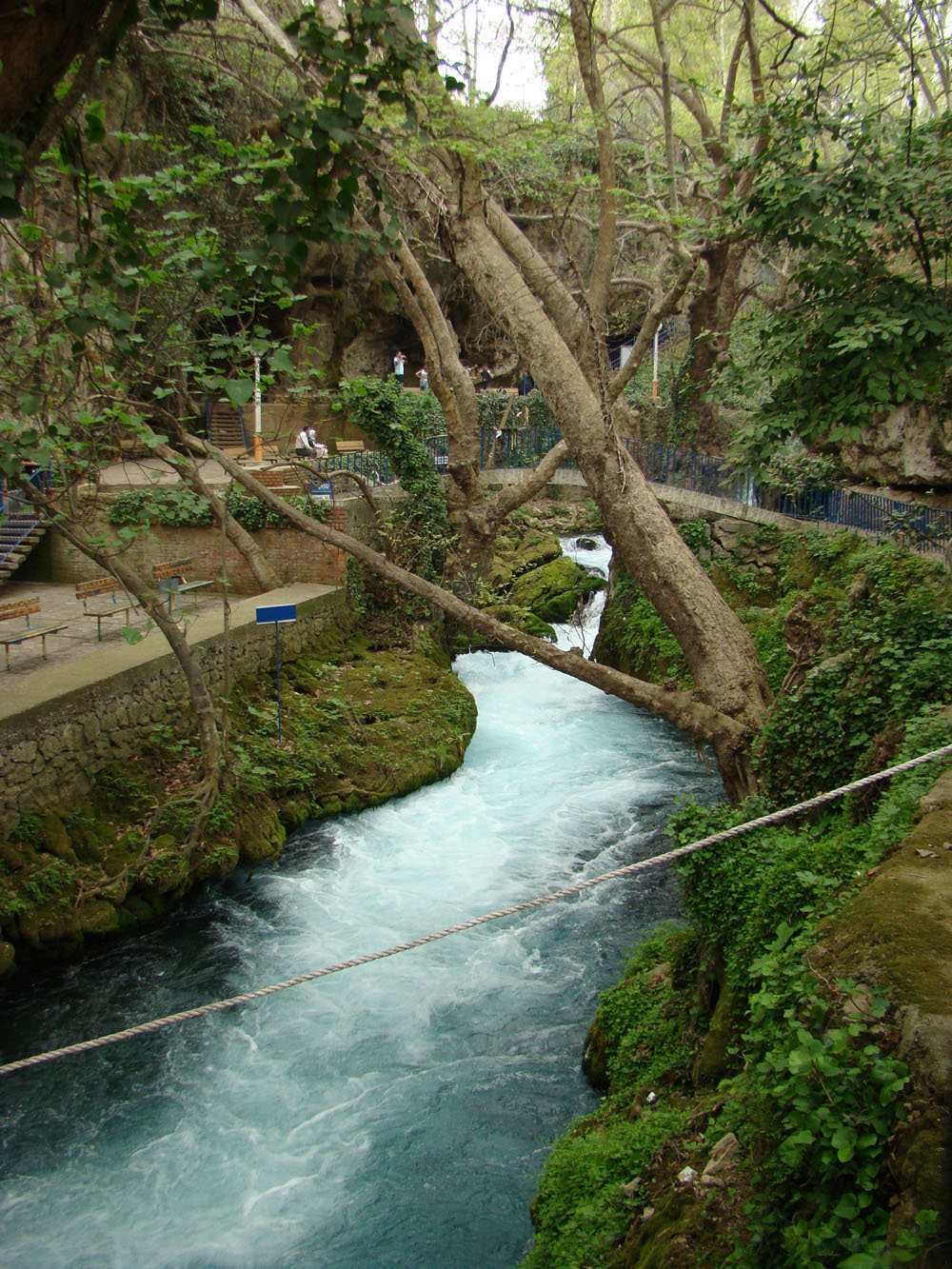
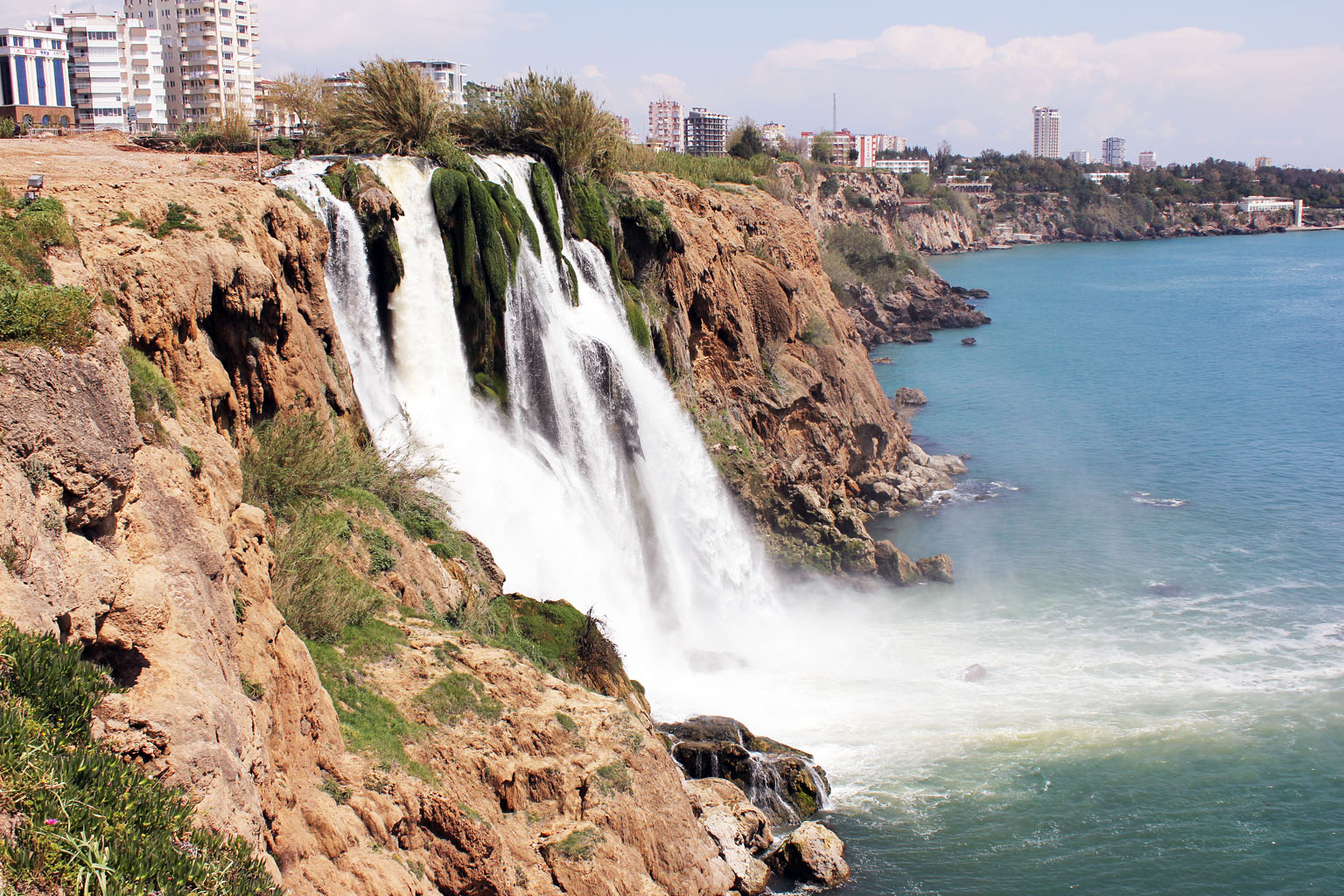